# Defiant NX-74205
USS Defiant (NCC 74205) (z ang. Krnąbrny) – statek kosmiczny z fikcyjnego uniwersum Star Treka, występujący w serialu Star Trek: Deep Space Nine. Jego dowódcą był kapitan Benjamin Sisko.

## Historia
Konstrukcja okrętu powstała po 2365 roku w ramach projektu mającego na celu zaprojektowanie małego, mobilnego okrętu bojowego zdolnego stawić czoła okrętom Borga. W projekcie wykorzystano kilkanaście nowinek technicznych, takich jak działa fazerowe, torpedy kwantowe, oraz pancerz ablacyjny. W efekcie powstał okręt znacznie różniący się wyglądem od typowych jednostek Gwiezdnej Floty, mały jak na swoją moc, o zwartej konstrukcji, nastawiony wyłącznie na prowadzenie wojny, a nie misji badawczych.
W trakcie lotów próbnych wyszły jednak na jaw wady konstrukcyjne okrętu – był on po prostu zbyt potężny jak na swoje rozmiary, toteż przy pierwszym locie omal nie złożył się na pół przy pierwszym zakręcie. Dodatkowo eksperymentalne technologie zastosowane podczas budowy nie działały tak, jak się spodziewano, co w połączeniu z niechęcią Federacji do budowy czysto bojowego okrętu sprawiło, że okręt trafił do magazynu.

### Dominium
O Defiancie przypomniano sobie dopiero w 2370 roku, kiedy to po pierwszym kontakcie z Dominium komandor Benjamin Sisko, który brał udział w projektowaniu okrętu, dostał zezwolenie na reaktywację Defianta do aktywnej służby. Przy pomocy szefa O’Briena, Głównego Mechanika na Dziewiątej Stacji Kosmicznej udało się doprowadzić okręt do stanu używalności, chociaż wiązało się to m.in. z demontażem pancerza ablacyjnego.
Początkowo zadaniem Defianta było szpiegowanie Dominium na rzecz Federacji i Imperium Romulańskiego, które w zamian za dane wywiadowcze użyczyło i zezwoliło na montaż urządzenia maskującego na pokładzie Defianta. Pomimo tego, że okręt został przechwycony w czasie pierwszej misji przez następne kilka miesięcy dowiódł swojej wartości i siły bojowej. W czasie następnych lat udało się też usunąć wszelkie usterki oryginalnego projektu (wtedy to też zamontowano na nowo pancerz ablacyjny) i rozpoczęto produkcję seryjną okrętów tej klasy.

### Defiant-A
Okręt uległ zniszczeniu gdy połączone siły Dominium i Breenów przeprowadziły kontratak mający na celu przejęcie system Chin’Toka. Broń Breenów pozbawiła Defianta zasilania, podobnie jak wielu innych okrętów – na szczęście przed jego zniszczeniem udało się ewakuować załogę.
Dowództwo Gwiezdnej Floty zadecydowało się przekazać kapitanowi Sisko nowo wybudowany okręt klasy Defiant, USS Sao-Paulo, zmieniając jego nazwę na Defiant. Ów nowy Defiant wziął udział w ostatecznym pokonaniu Dominium i jego sprzymierzeńców.

## Model okrętu
Projekt Defianta został stworzony przez Jima Martina przy współpracy z Garym Hutzelem i Tonym Meiningerem. Początkowo okręt miał być jedynie ulepszonym promem (co pozwalało na wykorzystanie scenografii kokpitu promu), jednak ostatecznie zdecydowano się stworzyć pełnowymiarowy okręt i nową, zbudowaną od podstaw scenografię.
Choć do kręcenia scen z udziałem Defianta wykorzystywano początkowo fizyczny model, wraz z postępem technologicznym stworzono też jego wirtualną wersję, opartą jednak o nieścisłe plany, w związku z czym oba wcielenia okrętu łatwo rozróżnić na ekranie. „Defiant-A” nosi ten sam numer rejestracyjny co oryginalny Defiant, by można było wykorzystywać stare ujęcia.
Jeden z wstępnym projektów Defianta został później użyty jako podstawa do zaprojektowania statku USS Equinox na potrzeby serialu Star Trek: Voyager